# Pablo Martín Caballero
Pablo Martín Caballero (Morales de Toro, provincia de Zamora,  27 de enero de 1936-Alicante, 23 de julio de 2021) es un abogado y político español, gobernador civil durante la transición española.
Era licenciado en derecho por la Universidad de Salamanca y diplomado en comercio exterior en la Escola d'Administració d'Empreses de Barcelona. Ingresó al Cuerpo de Letrados Sindicales y fue Delegado Provincial de Sindicatos en Bilbao, Murcia y Córdoba. En agosto de 1976 fue nombrado gobernador civil de la provincia de Castellón. Para las elecciones generales españolas de 1977 promovió la Candidatura Independiente de Centro (CIC), que obtuvo un escaño para José Miguel Ortí Bordás. En agosto de 1977 dejó el cargo cuando fue nombrado gobernador civil de la provincia de Badajoz, que dejó en junio de 1979 cuando fue nombrado gobernador civil de Asturias. Ocupó el cargo hasta julio de 1980, cuando fue nombrado jefe del gabinete técnico de la Comisión Nacional del Juego. Fue cesado de este cargo en enero de 1983.